# バタフライエフェクト (私立恵比寿中学の曲)
『バタフライエフェクト』は、私立恵比寿中学の6枚目のシングル（インディーズを含めると通算12枚目）である。2014年6月4日にDefSTAR RECORDSから発売された。

## 概要
8人編成になった私立恵比寿中学初の作品となる。
初回生産限定アニメ盤、初回生産限定ヨーデル盤、通常盤の3形態での発売。今作から初回生産限定アニメ盤に表題曲ミュージック・ビデオを収録したDVDが付属する。
表題曲「バタフライエフェクト」はインディーズバンドMY WAY MY LOVEのメンバーYukio Murata (U-re:x) によって手掛けられている。また、フジテレビ系ノイタミナ枠で2014年4月から放送のアニメ『龍ヶ嬢七々々の埋蔵金』のオープニングテーマである。
初回生産限定ヨーデル盤のカップリングには夏待ちレスターの平野航が作詞・作曲し、鈴木慶一と曽我部恵一 (WK1名義) が編曲した「幸せの貼り紙はいつも背中に」が収録された。
通常盤のカップリング「ラブリースマイリーベイビー」はTOKYO MX・BS11『エビ中★グローバル化計画』テーマソングとして使われていた。

## 収録曲
（私立恵比寿中学：真山りか、安本彩花、廣田あいか、星名美怜、松野莉奈、柏木ひなた、小林歌穂、中山莉子）

### 初回限定生産アニメ盤

#### CD
1. バタフライエフェクト
作詞・作曲・編曲：U-re:x
フジテレビ系ノイタミナアニメ『龍ヶ嬢七々々の埋蔵金』オープニングテーマ
アルバム『金八』（2015年）、ベストアルバム『「中卒」〜エビ中のイケイケベスト〜』（2016年）にも収録
2. アンコールの恋
作詞：真戸原直人、作曲・編曲：宅見将典
サークルKサンクス「焼きとり100円セール」CMソング
ベストアルバム『「中辛」〜エビ中のワクワクベスト〜』（2016年）にも収録
3. バタフライエフェクト (アニメサイズver.)
4. バタフライエフェクト (Less Vocal ver.)
5. アンコールの恋 (Less Vocal ver.)

#### DVD
1. バタフライエフェクト MUSIC VIDEO
2. 『龍ヶ嬢七々々の埋蔵金』 ノンクレジットオープニング映像

### 初回限定生産ヨーデル盤
1. バタフライエフェクト
2. アンコールの恋
3. 幸せの貼り紙はいつも背中に
作詞・作曲：平野航、編曲：WK1（鈴木慶一+曽我部恵一）
映画『小川町セレナーデ』主題歌
アルバム『金八』（2015年）にも収録
4. バタフライエフェクト (Less Vocal ver.)
5. アンコールの恋 (Less Vocal ver.)
6. 幸せの貼り紙はいつも背中に (Less Vocal ver.)

### 通常盤
1. バタフライエフェクト
2. アンコールの恋
3. ラブリースマイリーベイビー
作詞・作曲：IMAKISASA、編曲：APAZZI、IMAKISASA
TOKYO MX・BS11『エビ中★グローバル化計画』テーマソング
「エビ中 夏のファミリー遠足 略してファミえん in 山中湖2014」テーマソング
ベストアルバム『「中辛」〜エビ中のワクワクベスト〜』（2016年）、ベストアルバム『中吉』（2022年）のCD1にも収録
アルバム『FAMIEN'21 L.P.』（2021年）に新9人バージョンの「ラブリースマイリーベイビー(2021 ver.)」が収録
4. バタフライエフェクト (Less Vocal ver.)
5. アンコールの恋 (Less Vocal ver.)
6. ラブリースマイリーベイビー (Less Vocal ver.)

## 参加ミュージシャン
バタフライエフェクト
- ギター・シンセサイザー：Paper Bag Man
- ベース：KiKi
- ドラム：Metal Man

アンコールの恋
- ギター・プログラミング：宅見将典
- ベース：川渕文雄
- ドラム：渋谷憲

幸せの貼り紙はいつも背中に
- 12弦アコースティックギター・アコースティックギター・グロッケン・ピアノ・シロフォン：鈴木慶一
- エレクトリックギター・モーグ・シェーカー・タンバリン・ティンバレス・ティンパニー・イングリッシュハンドベル：曽我部恵一
- ベース：岩崎なおみ
- ドラム：矢部浩志
- ピアノ・ハープシコード・VOXオルガン・チェレスタ：横山裕章
- スクラッチ：bonstar

ラブリースマイリーベイビー
- ギター：山口隆志

## 備考
女性お笑いコンビ「ラブリースマイリーベイビー」のコンビ名は『バタフライエフェクト』通常盤のカップリング曲「ラブリースマイリーベイビー」を由来とする。「ラブリースマイリーベイビー」メンバーの「ほのの」一家が元々エビ中のファン（エビ中ファミリー）であり、ほののとお笑いコンビ「デザインぱ」を組んでいるほののの父親（にゃっちゃん）は「ラブリースマイリーベイビー」がテーマ曲として使われていた『エビ中★グローバル化計画』を視聴していた。「ラブリースマイリーベイビー」というコンビ名について、にゃっちゃんは「かわいらしくて、2人にうまくはまりそう」と迷いなく決めたという。